# Scalmogomphus falcatus
Scalmogomphus falcatus är en trollsländeart som beskrevs av Chao 1990. Scalmogomphus falcatus ingår i släktet Scalmogomphus och familjen flodtrollsländor. Inga underarter finns listade i Catalogue of Life.